# Preston Claiborne
Pour les articles homonymes, voir Claiborne.
Preston Michael Claiborne (né le 21 janvier 1988 à Dallas, Texas, États-Unis) est un lanceur droitier de baseball qui évolue en Ligue majeure pour les Yankees de New York en 2013 et 2014.

## Carrière
Preston Claiborne est repêché en 23e tour de sélection par les Pirates de Pittsburgh en 2006 mais ne signe pas avec le club pour plutôt s'engager à l'Université Tulane. Joueur du Green Wave de cette institution, Claiborne est [repêché en 17e ronde par les Yankees de New York en 2010 et commence sa carrière professionnelle en ligues mineures la même année. 
Clairborne, un lanceur de relève, fait ses débuts dans le baseball majeur avec les Yankees le 5 mai 2013. Il maintient une moyenne de points mérités de 4,11 en 50 manches lancée lors de 44 sorties en relève pour les Yankees en 2013, mais encaisse la défaite lors de ses deux décisions.
Il savoure une première victoire dans les majeures le 20 avril 2014 sur les Rays de Tampa Bay et remporte 3 matchs dans la saison qui suit. En 18 sorties en relève et 21 manches lancées, il maintient sa moyenne à exactement 3 points mérités accordés par partie.
Le 23 décembre 2014, il est réclamé au ballottage par les Marlins de Miami. Il ne joue pas pour les Marlins, est à l'écart du jeu toute l'année 2015 en raison d'une blessure à l'épaule, évolue en ligues mineures avec des clubs affiliés aux Giants de San Francisco en 2016 puis aux Rangers du Texas en 2017.
Absent des majeures pendant deux années complètes, il fait un bref retour pour un seul match en 2017 avec les Rangers du Texas.
Le 26 janvier 2018, il signe un contrat des ligues mineures avec les Indians de Cleveland.